# Santa Cruz (Lagoa)
Santa Cruz es una freguesia portuguesa perteneciente al municipio de Lagoa, situado en la Isla de São Miguel, Región Autónoma de Azores. Posee un área de 14,26 km² y una población total de 3 501 habitantes (2001). La densidad poblacional asciende a 245,5 hab/km².
- Datos: Q2451729
- Multimedia: Santa Cruz (Lagoa) / Q2451729

1. ↑  Worldpostalcodes.org,código postal n.º 9560-140.